# 茆泮林
茆泮林（?—?1845年），亦作茅泮林，字雩水，江苏高邮人，清朝道光年間輯佚學家。
生卒年不詳。早年為诸生。曾從流傳至當時的典籍中收集失傳古籍尚存的的詞句為輯本，輯有《唐月令注》、《楚汉春秋》、《司马彪庄子注》、《淮南不毕术》、《计然万物录》、《伏侯古今注》、《古孝子傳》等輯本。道光二十五年（1845年）尚在世。